# Consistórios de Gregório XIII
O Papa Gregório XIII (1572-1585) criou 34 cardeais em oito consistórios

## 2 de junho de 1572
1. Filippo Boncompagni

## 5 de julho de 1574
1. Filippo Guastavillani

## 19 de novembro de 1576
1. André da Áustria

## 3 de março de 1577
1. Albert da Áustria

## 21 de fevereiro de 1578
1. Alessandro Riario
2. Claude de La Baume
3. Luís II de Guise
4. Gerard van Groesbeeck
5. Pedro De Deza
6. Fernando de Toledo Oropesa
7. René de Birague
8. Charles de Lorena de Vaudémont
9. Giovanni Vincenzo Gonzaga

## 15 de dezembro de 1578
1. Gaspar de Quiroga y Vela

## 12 de dezembro de 1583
1. Giovanni Antonio Facchinetti de Nuce (Futuro Papa Inocêncio IX)
2. Giambattista Castagna (Futuro Papa Urbano VII)
3. Alessandro Ottaviano de 'Medici (Futuro Papa Leão XI)
4. Rodrigo de Castro Osorio
5. François de Joyeuse
6. Michele Della Torre
7. Giulio Canani
8. Niccolò Sfondrati (Futuro Papa Gregório XIV)
9. Anton Maria Salviati
10. Agostino Valier
11. Vincenzo Lauro
12. Filippo Spinola
13. Alberto Bolognetti
14. Jerzy Radziwiłł
15. Matthieu Cointerel
16. Simeone Tagliavia d'Aragonia
17. Scipione Lancelotti
18. Charles II de Bourbon-Vendôme
19. Francesco Sforza

## 4 de julho de 1584
1. Andrew Báthory